# Euro Guzmán
Euro Iván Guzmán Torres (San Cristóbal, Táchira, 29 de junio de 1976) es un exfutbolista profesional venezolano que se desempeñaba en el terreno de juego como portero, su último club fue el Club Deportivo Mineros de Guayana de la Primera División de Venezuela.

## Biografía
Desde muy pequeño practicaba tres deportes en su natal estado Táchira, Baloncesto, Béisbol y Fútbol pero siempre tuvo más peso el fútbol por lo que a pesar de tener una oferta para jugar pelota, terminó defendiendo el arco a nivel profesional. El cancerbero dio sus primeros pasos en el desaparecido Nacional Táchira y en el Deportivo Táchira, pero ha visto acción en varios equipos en el fútbol profesional venezolano con mucha solvencia bajo los tres palos.

## Clubes como jugador
| Club                    | País      | Año       |
| ----------------------- | --------- | --------- |
| Deportivo Táchira       | Venezuela | 1992-1993 |
| San Cristóbal FC        | Venezuela | 1994-1995 |
| Deportivo Táchira       | Venezuela | 1995-1996 |
| El Vigía Fútbol Club    | Venezuela | 1997-1998 |
| Club Nacional Táchira   | Venezuela | 1998-1999 |
| Deportivo Pasto         | Colombia  | 2000-2001 |
| Deportivo Táchira       | Venezuela | 2001-2002 |
| Club Nacional Táchira   | Venezuela | 2002-2003 |
| Trujillanos Fútbol Club | Venezuela | 2003-2004 |
| Mineros de Guayana      | Venezuela | 2004-2005 |
| Caracas FC              | Venezuela | 2005-2008 |
| Monagas Sport Club      | Venezuela | 2008-2009 |
| Mineros de Guayana      | Venezuela | 2009-2010 |
| Deportivo La Guaira     | Venezuela | 2010-2011 |
| Mineros de Guayana      | Venezuela | 2011-2014 |

## Selección nacional
Representó la Selección de fútbol de Venezuela a nivel sub-15, sub-17 y sub-20. Cosechando un total de 11 apariciones.

## Palmarés
- Segunda División de Venezuela - Campeón en 1 ocasión con el San Cristóbal FC
- Primera División de Venezuela - Campeón en 3 ocasiones con el Caracas FC
- Primera División de Venezuela - Campeón en 1 ocasión con el Nacional Táchira
- Primera División de Venezuela - Campeón en 3 ocasiones con el Deportivo Táchira
- Copa Venezuela 2011 - Campeón con Mineros de Guayana
- Copa Venezuela 2012 - Campeón con Mineros de Guayana

## Competiciones
| Competición                   | PJ  | Goles |
| ----------------------------- | --- | ----- |
| Primera División de Venezuela | 115 | 0     |
| Segunda División de Venezuela | 34  | 0     |
| Categoría Primera A           | 5   | 0     |
| Copa Venezuela                | 48  | 0     |
| Copa Libertadores             | 6   | 0     |
| Copa Merconorte               | 1   | 0     |
| Copa Sudamericana             | 2   | 0     |
| Total de Carrera              | 211 | 0     |

## Distinciones individuales
| Distinción                                        | País      | Año  |
| ------------------------------------------------- | --------- | ---- |
| Mejor portero de la Segunda División de Venezuela | Venezuela | 2009 |

## Actualidad
En la actualidad Euro Guzman se desempeña en la profesión de preparador de Porteros, en 2014 trabajo en el cuerpo técnico de la Selección de fútbol sub-20 de Colombia como preparador de porteros al lado del director técnico Carlos Piscis Restrepo, regresa en 2015 a Venezuela y fue el preparador de porteros de Diamantes de Guayana Fútbol Club equipo perteneciente a la Segunda División del Fútbol Profesional Venezolano. Actualmente es el presidente del Asociación Civil LALA Fútbol Club equipo que milita en la 1.ª división del fútbol Venezolano.

## Como preparador de porteros
- Selección de Fútbol de Colombia Sub-20   2014 -

- Diamantes de Guayana Fútbol Club   2015-presente